# Musoniella longicauda
Musoniella longicauda är en bönsyrseart som beskrevs av Toledo Piza 1969. Musoniella longicauda ingår i släktet Musoniella och familjen Thespidae. Inga underarter finns listade i Catalogue of Life.